# 大統領令14032号
中華人民共和国の特定の企業に資金を提供する証券投資からの脅威に対処する（ちゅうかじんみんきょうわこくのとくていのきぎょうにしきんをていきょうするしょうけんとうしからのきょういにたいしょする）を表題とする大統領令14032は、2021年6月3日に米国のジョー・バイデン大統領が署名した大統領令。この命令は2021年8月2日に発効した。この命令は、大統領令13959で宣言された国家非常事態の範囲を拡大し、米国人が中国軍または監視産業(en:surveillance industry)と関係があると米国政府が特定した中国企業に投資することを禁止する。

## 反応
中華人民共和国外交部の汪文斌報道官は、米国が「国家安全保障の概念を過度に拡大」し、「国力を乱用している」と非難し、中国が報復すると示唆した。大統領令発表後、ハンセン指数は1.1%下落した。

## リファレンス
1. ↑  “Executive Order on Addressing the Threat from Securities Investments that Finance Certain Companies of the People's Republic of China” (英語). The White House (2021年6月3日). 2021年6月7日時点のオリジナルよりアーカイブ。2021年6月5日閲覧。
2. ↑  “Issuance of Executive Order Addressing the Threat from Securities Investments that Finance Certain Companies of the People's Republic of China & related FAQs; Introduction of Non-SDN Chinese Military-Industrial Complex Companies List | U.S. Department of the Treasury”. home.treasury.gov. 2021年6月5日時点のオリジナルよりアーカイブ。2021年6月5日閲覧。
3. ↑  “Biden expands US investment ban on Chinese firms”. BBC News. (2021年6月4日).  オリジナルの2021年6月6日時点におけるアーカイブ。 2021年6月6日閲覧。
4. ↑  Lubold, Gordon; Leary, Alex (2021年6月3日). “Biden Expands Blacklist of Chinese Companies Banned From U.S. Investment”. The Wall Street Journal.  オリジナルの2021年6月5日時点におけるアーカイブ。 2021年6月6日閲覧。
5. ↑  Sanger, David E. (2021年6月3日). “Biden issues an order banning U.S. investment in firms that aid surveillance and repression.”. The New York Times.  オリジナルの2021年6月4日時点におけるアーカイブ。 2021年6月6日閲覧。
6. ↑  Ni, Vincent (2021年6月4日). “Biden sanctions Chinese companies as Beijing says 'normal communication' resumed”. The Guardian.  オリジナルの2021年6月5日時点におけるアーカイブ。 2021年6月6日閲覧。
7. ↑  Shidong, Zhang (2021年6月3日). “Hong Kong stocks post biggest loss in three weeks as Biden seen amending China sanctions, adding more targets”. South China Morning Post (Shanghai, China).  オリジナルの2021年6月5日時点におけるアーカイブ。 2021年6月6日閲覧。